# 100 крупнейших авиационных катастроф в России

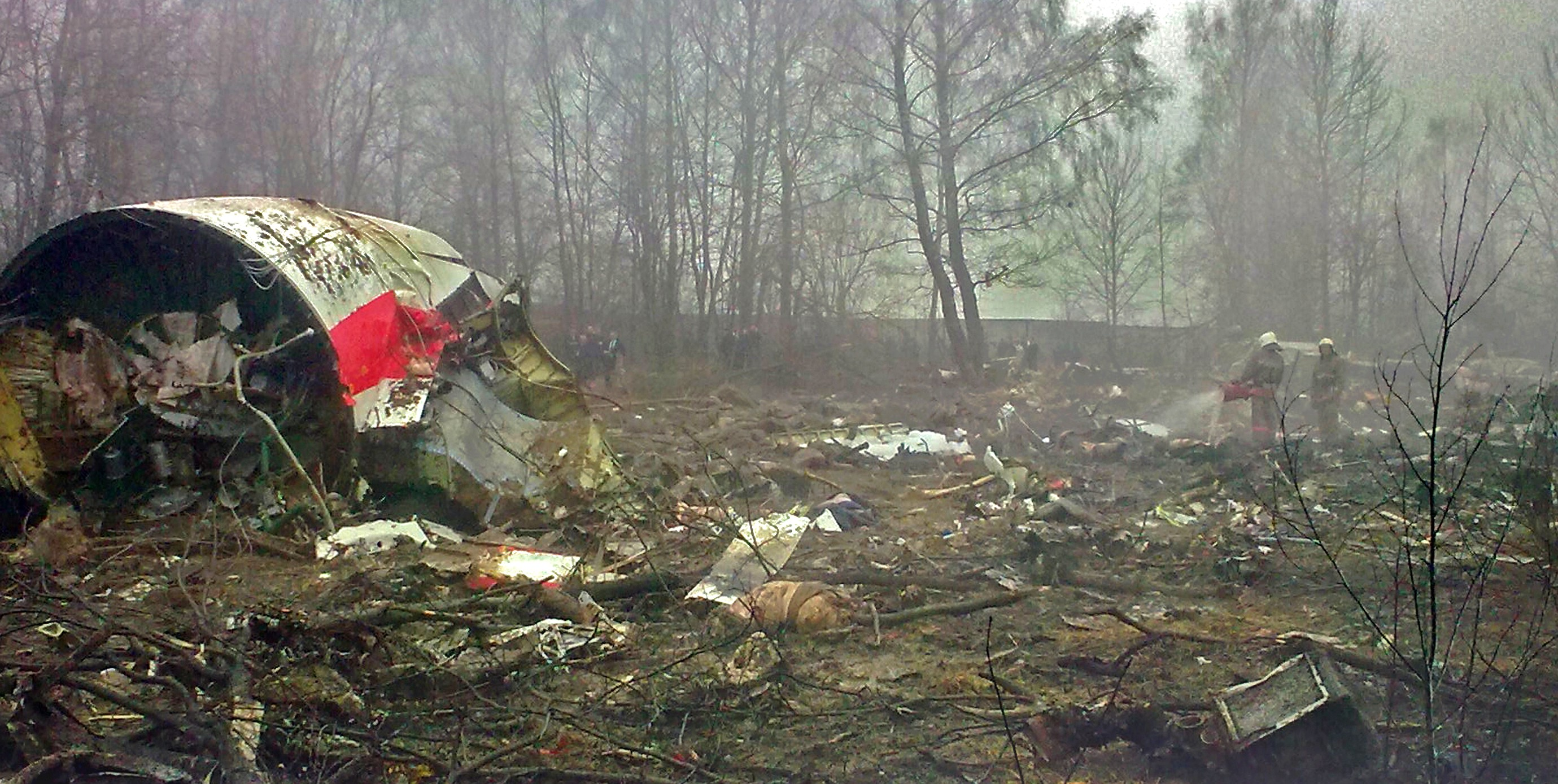
Катастрофа Ту-154 в Смоленске 10 апреля 2010 года, в результате которой погиб почти весь состав правительства Польши

В представленном списке перечислены 100 крупнейших (по числу погибших) авиационных катастроф, произошедших на территории России. Учитываются границы России (в советский период — РСФСР) на момент происшествия. Так, в список не попали катастрофы, произошедшие на территории Крымского полуострова в период с 1954 по 2014 год.
Катастрофы в списке расположены по убыванию общего числа погибших в происшествии, при этом если число погибших совпадает, то приоритет имеет более ранняя катастрофа. Число погибших определяется сложением погибших на борту воздушного судна с погибшими на земле, но если человек погиб по истечении 30 дней с момента происшествия, то это классифицируется как «вред здоровью со смертельным исходом», поэтому он не учитывается как погибший. Столкновение воздушных судов рассматривается как одно происшествие.
Из приведённых в списке катастроф 16 имеют более 100 погибших. Крупнейшая катастрофа на территории России произошла 11 октября 1984 года с самолётом Ту-154 в Омске, который при посадке врезался в находившиеся на взлётно-посадочной полосе аэродромные автомашины, при этом погибли 178 человек.
В некоторых источниках крупнейшей авиакатастрофой в России указывают пограничный инцидент, произошедший ранним утром 1 сентября 1983 года над проливом Лаперуза у острова Сахалин, когда после двукратного нарушения государственной границы советским истребителем был сбит Boeing 747 южнокорейской авиакомпании Korean Air Lines, при этом погибли 269 человек. Но в процессе падения самолёт пересёк границу, выйдя в открытый океан, где и рухнул в пролив. Таким образом, фактически эта авиакатастрофа произошла в нейтральных водах Тихого океана и за пределами территории России. На позиционной карте (см. ниже) место катастрофы обозначено как KE007 (номер рейса).
В список не включена катастрофа Ил-76 в Белгородской области 24 января 2024 года: согласно заявлению Минобороны РФ, в результате неё погибли 74 человека, однако эта информация не подтверждена другими источниками.

## Список
- Число погибших (ЧП) — общее число погибших в катастрофе, за исключением смертельно раненных (погибли позже, чем через 30 дней).
- Дата — указана по часовому поясу места катастрофы.
- Иллюстрация — изображение воздушного судна, аналогичного разбившемуся.
- Воздушное судно (ВС) — тип разбившегося воздушного судна. В случае столкновения указаны только воздушные суда, на которых были погибшие.
- Оператор — компания, которая выполняла рейс.
- Место — место катастрофы.
- Описание — краткое описание катастрофы.
- Источник (И) — ссылка на источник.

| №   | ЧП  | Дата                  | Изображение                                                   | ВС                   | Оператор                                                     | Место                                                       | Описание                                                                             | И       |
| --- | --- | --------------------- | ------------------------------------------------------------- | -------------------- | ------------------------------------------------------------ | ----------------------------------------------------------- | ------------------------------------------------------------------------------------ | ------- |
| 1   | 178 | 11 октября 1984 года  |                                                               | Ту-154Б-1            | Аэрофлот (Толмачевский ОАО)                                  | Омск-Центральный                                            | Столкновение на полосе с аэродромными машинами при посадке                           | [ 2 ]   |
| 2   | 174 | 13 октября 1972 года  |                                                               | Ил-62                | Аэрофлот (ЦУМВС)                                             | Дмитровский район, Московская область (близ Нерского озера) | Столкновение с землёй при заходе на посадку вследствие необъяснимого снижения        | [ 6 ]   |
| 3   | 145 | 3 июля 2001 года      | Ту-154М компании Владивосток Авиа                             | Ту-154М              | Владивосток Авиа                                             | близ Бурдаковки, Иркутская область                          | Сваливание при заходе на посадку из-за потери скорости                               | [ 7 ]   |
| 4   | 127 | 19 августа 2002 года  | Ми-26 российских ВВС                                          | Ми-26                | ВВС России                                                   | Ханкала, Чечня                                              | Сбит боевиками из ПЗРК и совершил аварийную посадку на минное поле                   | [ 8 ]   |
| 5   | 125 | 3 января 1994 года    | Ту-154М компании Байкал                                       | Ту-154М              | Байкал                                                       | Мамоны, Иркутская область                                   | Пожар двигателя и отказ гидросистем, приведшие к падению на ферму                    | [ 9 ]   |
| 6   | 125 | 9 июля 2006 года      | Airbus A310-300 компании S7 Airlines                          | Airbus A310-324      | Сибирь                                                       | Иркутск                                                     | Выкатывание за пределы полосы и столкновение со строениями                           | [ 10 ]  |
| 7   | 122 | 13 октября 1973 года  | Ту-104Б компании Аэрофлот                                     | Ту-104Б              | Аэрофлот (Тбилисский ОАО)                                    | Подольский район, Московская область (близ Яковлева)        | Сваливание при заходе на посадку из-за отказа приборов                               | [ 11 ]  |
| 8   | 120 | 23 июня 1969 года     |                                                               | Ан-12БП Ил-14М       | ВВС СССР (600 втап) Аэрофлот (Симферопольский ОАО)           | Юхновский район Калужской области                           | Столкновение в воздухе                                                               | [ 12 ]  |
| 9   | 113 | 3 мая 2006 года       | Разбившийся самолёт                                           | Airbus A320-211      | Armavia                                                      | Чёрное море, близ Сочи                                      | Столкновение с водой при заходе на посадку                                           | [ 13 ]  |
| 10  | 111 | 6 марта 1976 года     |                                                               | Ил-18Е               | Аэрофлот (1-й Ереванский ОАО)                                | близ Верхней Хавы, Воронежская область                      | Падение с эшелона из-за отказа электропитания и приборов                             | [ 14 ]  |
| 11  | 110 | 23 декабря 1984 года  |                                                               | Ту-154Б-2            | Аэрофлот (1-й Красноярский ОАО)                              | близ Емельяново, Красноярский край                          | Пожар на борту из-за отказа двигателя                                                | [ 15 ]  |
| 12  | 109 | 1 октября 1972 года   |                                                               | Ил-18В               | Аэрофлот (Внуковский ОАО)                                    | Чёрное море, близ Сочи                                      | Сваливание в море после взлёта                                                       | [ 16 ]  |
| 13  | 109 | 27 апреля 1974 года   |                                                               | Ил-18В               | Аэрофлот (1-й Ленинградский ОАО)                             | Шушары, Ленинградская область                               | Пожар и разрушение двигателя при взлёте                                              | [ 17 ]  |
| 14  | 108 | 30 сентября 1973 года |                                                               | Ту-104Б              | Аэрофлот (Хабаровский ОАО)                                   | близ Кольцова, Свердловская область                         | Сваливание после взлёта из-за отказа приборов                                        | [ 18 ]  |
| 15  | 107 | 16 ноября 1967 года   |                                                               | Ил-18В               | Аэрофлот (1-й Свердловский ОАО)                              | близ Кольцова, Свердловская область                         | Сваливание при взлёте                                                                | [ 19 ]  |
| 16  | 102 | 31 августа 1972 года  |                                                               | Ил-18В               | Аэрофлот (Алма-Атинский ОАО)                                 | Абзелиловский район Башкирской АССР                         | Пожар на борту из-за возгорания багажа                                               | [ 20 ]  |
| 17  | 99  | 16 ноября 1981 года   |                                                               | Ту-154Б-2            | Аэрофлот (1-й Красноярский ОАО)                              | Норильск, Красноярский край                                 | Посадка до ВПП и столкновение с радиомаяком                                          | [ 21 ]  |
| 18  | 98  | 7 декабря 1995 года   | Разбившийся самолёт                                           | Ту-154Б-1            | Хабаровский ОАО                                              | Бо-Джауса, Сихотэ-Алинь (Хабаровский край)                  | Падение с эшелона из-за несимметричного расхода топлива, приведшего к входу в штопор | [ 22 ]  |
| 19  | 97  | 25 июля 1971 года     |                                                               | Ту-104Б              | Аэрофлот (Толмачевский ОАО)                                  | Иркутск                                                     | Разрушился при жёсткой посадке                                                       | [ 23 ]  |
| 20  | 96  | 10 апреля 2010 года   | Разбившийся самолёт                                           | Ту-154М              | Воздушные силы Польши (36-й СТАП)                            | Смоленск                                                    | Столкновение с деревьями при заходе на посадку                                       | [ 24 ]  |
| 21  | 92  | 25 декабря 2016 года  | Разбившийся самолёт                                           | Ту-154Б-2            | ВВС России (223-й лётный отряд)                              | Чёрное море, близ Сочи, Краснодарский край                  | Крушение после взлёта из-за ошибок командира экипажа                                 | [ 25 ]  |
| 22  | 90  | 6 июля 1982 года      |                                                               | Ил-62М               | Аэрофлот (ЦУМВС)                                             | Солнечногорский район, Московская область                   | Сваливание после взлёта из-за ошибочного отключения двух двигателей                  | [ 26 ]  |
| 23  | 88  | 14 сентября 2008 года | Разбившийся самолёт                                           | Boeing 737-505       | Аэрофлот-Норд                                                | Пермь                                                       | Падение с эшелона из-за дезориентации экипажа                                        | [ 27 ]  |
| 24  | 87  | 2 сентября 1964 года  |                                                               | Ил-18В               | Аэрофлот (1-й Красноярский ОАО)                              | Холмский район Сахалинской области                          | Столкновение с горой при заходе на посадку                                           | [ 28 ]  |
| 25  | 86  | 3 сентября 1962 года  |                                                               | Ту-104А              | Аэрофлот (202 АОРС)                                          | Нанайский район Хабаровского края                           | Падение с эшелона по неустановленной причине                                         | [ 29 ]  |
| 26  | 84  | 30 июня 1962 года     |                                                               | Ту-104А              | Аэрофлот (202 АОРС)                                          | близ Вознесенки, Красноярский край                          | Сваливание при экстренном снижении из-за пожара на борту                             | [ 30 ]  |
| 27  | 84  | 27 августа 1992 года  | Ту-134А компании Аэрофлот                                     | Ту-134А              | Аэрофлот (Ивановское АП)                                     | Лебяжий Луг, близ Иванова                                   | Столкновение с землёй при посадке до полосы                                          | [ 31 ]  |
| 28  | 83  | 29 февраля 1968 года  |                                                               | Ил-18Д               | Аэрофлот (Хабаровский ОАО)                                   | Чунский район Иркутской области                             | Разрушение в воздухе от перегрузок при аварийном снижении                            | [ 32 ]  |
| 29  | 81  | 18 мая 1973 года      |                                                               | Ту-104А              | Аэрофлот (Иркутский ОАО)                                     | Читинская область                                           | Взорван террористом                                                                  | [ 33 ]  |
| 30  | 80  | 17 октября 1958 года  |                                                               | Ту-104А              | Аэрофлот (200 аорс)                                          | Вурнарский район Чувашской АССР                             | Сваливание с эшелона из-за турбулентности и потери управления                        | [ 34 ]  |
| 31  | 77  | 15 февраля 1977 года  |                                                               | Ил-18В               | Аэрофлот (Ташкентский ОАО)                                   | близ Минеральных Вод, Ставропольский край                   | Сваливание при уходе на второй круг                                                  | [ 35 ]  |
| 32  | 75  | 23 марта 1994 года    | Разбившийся самолёт                                           | Airbus A310-304      | Аэрофлот (Российские авиационные линии (РАЛ))                | Междуреченский район, Кемеровская область                   | Сваливание с эшелона из-за действий сидящего за штурвалом ребёнка                    | [ 36 ]  |
| 33  | 73  | 28 ноября 1976 года   | Разбившийся самолёт                                           | Ту-104Б              | Аэрофлот (1-й Ленинградский ОАО)                             | близ Клушина, Московская область                            | Сваливание после взлёта из-за отказа приборов                                        | [ 37 ]  |
| 34  | 72  | 8 декабря 1997 года   | Разбившийся самолёт                                           | Ан-124-100           | ВВС России                                                   | Иркутск-2                                                   | Отказ трёх двигателей при взлёте, приведший к падению на жилой дом                   | [ 38 ]  |
| 35  | 71  | 11 февраля 2018 года  | Разбившийся самолёт                                           | Ан-148-100В          | Саратовские авиалинии                                        | Раменский район, Московская область                         | Разбился после взлёта из-за ошибок экипажа                                           | [ 39 ]  |
| 36  | 70  | 26 марта 1952 года    |                                                               |                      | Аэрофлот ВВС СССР                                            | Тула                                                        | Авиалайнер при посадке врезался в военно-транспортный самолёт                        | [ 40 ]  |
| 37  | 70  | 9 сентября 1976 года  |                                                               | Ан-24РВ Як-40        | Аэрофлот (Гомельский ОАО) Аэрофлот (Ростовский ОАО)          | Чёрное море, близ Анапы                                     | Столкновение в воздухе                                                               | [ 41 ]  |
| 38  | 70  | 20 октября 1986 года  |                                                               | Ту-134А              | Аэрофлот (Грозненский ОАО)                                   | Курумоч, Куйбышев                                           | Грубая посадка из-за спора между пилотами                                            | [ 42 ]  |
| 39  | 67  | 4 апреля 1963 года    |                                                               | Ил-18В               | Аэрофлот (126 ао)                                            | Пестричинский район Татарской АССР                          | Падение с эшелона из-за сбоя в работе двигателя                                      | [ 43 ]  |
| 40  | 64  | 15 августа 1958 года  | Разбившийся самолёт                                           | Ту-104А              | Аэрофлот (200 аорс)                                          | Хабаровский район                                           | Сваливание с эшелона из-за турбулентности и потери управления                        | [ 44 ]  |
| 41  | 63  | 29 августа 1979 года  |                                                               | Ту-124В              | Аэрофлот (Казанский ОАО)                                     | Кирсановский район Тамбовской области                       | Разрушение в воздухе после случайного выпуска закрылков                              | [ 45 ]  |
| 42  | 62  | 3 января 1976 года    |                                                               | Ту-124В              | Аэрофлот (1-й Минский ОАО)                                   | Санино, Наро-Фоминский район, Московская область            | Сваливание после взлёта и падение на деревню из-за отказа приборов                   | [ 46 ]  |
| 43  | 62  | 19 марта 2016 года    | Разбившийся самолёт                                           | Boeing 737-8KN       | Flydubai                                                     | Ростов-на-Дону, Ростовская область                          | Падение при уходе на второй круг из-за ошибок экипажа                                | [ 47 ]  |
| 44  | 61  | 28 ноября 1972 года   |                                                               | Douglas DC-8-62      | Japan Air Lines                                              | у Шереметьева, Московская область                           | Сваливание при взлёте                                                                | [ 48 ]  |
| 45  | 59  | 17 декабря 1961 года  |                                                               | Ил-18Б               | Аэрофлот (65 ао)                                             | Тарасовский район Ростовской области                        | Падение с эшелона из-за выпуска закрылков и потери управления                        | [ 49 ]  |
| 46  | 59  | 17 марта 1979 года    | Разбившийся самолёт                                           | Ту-104Б              | Аэрофлот (Одесский ОАО)                                      | близ Внукова и Киевского шоссе, Московская область          | Столкновение с ЛЭП при возврате в аэропорт                                           | [ 50 ]  |
| 47  | 57  | 1 декабря 1971 года   |                                                               | Ан-24Б               | Аэрофлот (Саратовский ОАО)                                   | Саратовский район                                           | Сваливание при посадке из-за обледенения                                             | [ 51 ]  |
| 48  | 54  | 2 июля 1986 года      |                                                               | Ту-134АК             | Аэрофлот (Сыктывкарский ОАО)                                 | Копса, Сысольский район Коми АССР                           | Вынужденная посадка на лес из-за пожара на борту                                     | [ 52 ]  |
| 49  | 51  | 16 декабря 1973 года  |                                                               | Ту-124В              | Аэрофлот (Вильнюсский ОАО)                                   | близ Карачарова, Волоколамский район,Московская область     | Сваливание с эшелона из-за сбоя триммера руля высоты                                 | [ 53 ]  |
| 50  | 51  | 7 ноября 1991 года    |                                                               | Як-40                | Аэрофлот (Элистинский ОАО)                                   | Кукурт-Баш, Дагестанская АССР                               | Столкновение с горой при заходе на посадку                                           | [ 54 ]  |
| 51  | 50  | 7 февраля 1981 года   |                                                               | Ту-104А              | ВМФ СССР (25 мрад)                                           | Пушкин, Ленинградская область                               | При взлёте перевернулся и врезался в землю                                           | [ 55 ]  |
| 52  | 50  | 18 марта 1997 года    | Ан-12БП, идентичный разбившемуся                              | Ан-24РВ              | Ставропольская акционерная авиакомпания                      | Черкесск, Карачаево-Черкесия                                | Разрушение в воздухе из-за коррозии фюзеляжа                                         | [ 56 ]  |
| 53  | 50  | 17 ноября 2013 года   | Разбившийся самолёт                                           | Boeing 737-53A       | Татарстан                                                    | Казань                                                      | Сваливание при уходе на второй круг                                                  | [ 57 ]  |
| 54  | 49  | 18 мая 1935 года      | Разбившийся самолёт                                           | АНТ-20 И-5           | ЦАГИ                                                         | Сокол, Москва                                               | Столкновение в воздухе и падение на жилой район                                      | [ 58 ]  |
| 55  | 48  | 14 июня 1981 года     |                                                               | Ил-14М               | Аэрофлот (Улан-Удэнский ОАО)                                 | Святой Нос, Байкал, Бурятская АССР                          | Столкновение с горой при заходе на посадку                                           | [ 59 ]  |
| 56  | 48  | 24 июля 2025 года     | Разбившийся самолёт                                           | Ан-24РВ              | Ангара                                                       | близ Тынды, Амурская область                                | Столкновение с деревьями при заходе на посадку                                       | [ 60 ]  |
| 57  | 47  | 5 августа 1994 года   |                                                               | Ан-12                | ВВС России (36 ОСАП)                                         | близ Бады, Читинская область                                | Столкновение с сопкой при заходе на посадку                                          | [ 61 ]  |
| 58  | 47  | 20 июня 2011 года     | Разбившийся самолёт (в период эксплуатации в а/к Татарстан)   | Ту-134А-3            | РусЭйр                                                       | Бесовец, близ Петрозаводска                                 | Столкновение с деревьями и строениями при посадке                                    | [ 62 ]  |
| 59  | 46  | 24 августа 2004 года  | Разбившийся самолёт                                           | Ту-154Б-2            | Сибирь                                                       | близ Глубокого, Ростовская область                          | Взорван террористкой-смертницей                                                      | [ 63 ]  |
| 60  | 45  | 13 января 1943 года   | Разбившийся самолёт                                           | Ju 290V1             | Luftwaffe                                                    | Питомник, Сталинград                                        | Сваливание при взлёте                                                                | [ 64 ]  |
| 61  | 45  | 6 января 1968 года    |                                                               | Ан-24Б               | Аэрофлот (Якутский ОАО)                                      | близ Олёкминска, Якутская АССР                              | Разрушение в воздухе от перегрузок из-за перехода в резкое снижение                  | [ 65 ]  |
| 62  | 45  | 1 апреля 1970 года    |                                                               | Ан-24Б               | Аэрофлот (Толмачевский ОАО)                                  | Тогучинский район Новосибирской области                     | Столкновение с метеозондом                                                           | [ 66 ]  |
| 63  | 44  | 24 декабря 1983 года  |                                                               | Ан-24РВ              | Аэрофлот (Архангельский ОАО)                                 | Лешуконское, Архангельская область                          | Сваливание при уходе на второй круг                                                  | [ 67 ]  |
| 64  | 44  | 24 августа 2004 года  | Разбившийся самолёт (в период эксплуатации в а/к Когалымавиа) | Ту-134А-3            | Волга-Авиаэкспресс                                           | близ Бучалок, Тульская область                              | Взорван террористкой-смертницей                                                      | [ 68 ]  |
| 65  | 44  | 7 сентября 2011 года  | Разбившийся самолёт                                           | Як-42Д               | Як Сервис                                                    | Ярославский район, Ярославская область                      | Столкновение с антенной курсового радиомаяка при взлёте и падение в реку             | [ 69 ]  |
| 66  | 43  | 20 марта 1965 года    |                                                               | Ан-24                | Аэрофлот (1-й Свердловский ОАО)                              | Ханты-Мансийск                                              | Столкновение с землёй до полосы при посадке                                          | [ 70 ]  |
| 67  | 41  | 26 ноября 1991 года   |                                                               | Ан-24РВ              | Авиалинии Татарстана                                         | Бугульма, Татарская АССР                                    | Сваливание при посадке из-за обледенения                                             | [ 71 ]  |
| 68  | 41  | 5 мая 2019 года       |                                                               | SSJ 100              | Аэрофлот                                                     | Шереметьево, Московская область                             | Загорелся после жёсткой посадки. Причина устанавливается.                            | [ 72 ]  |
| 69  | 40  | 3 сентября 1979 года  |                                                               | Ан-24Б               | Аэрофлот (Архангельский ОАО)                                 | близ Амдермы, Ненецкий АО                                   | Столкновение с сопкой при посадке                                                    | [ 73 ]  |
| 70  | 40  | 18 сентября 1981 года |                                                               | Як-40 Ми-8ТВ         | Аэрофлот (Братский ОАО) Аэрофлот (Братский ОАО)              | Нижнеилимский район Иркутской области                       | Столкновение в воздухе                                                               | [ 74 ]  |
| 71  | 39  | 21 января 1973 года   |                                                               | Ан-24Б               | Аэрофлот (Краснодарский ОАО)                                 | Большесосновский район Пермской области                     | Столкновение в воздухе с неустановленным объектом                                    | [ 75 ]  |
| 72  | 39  | 20 июля 1977 года     |                                                               | Авиа14М              | Аэрофлот (Иркутский ОАО)                                     | Витим, Якутская АССР                                        | Столкновение со столбами и деревьями при взлёте                                      | [ 76 ]  |
| 73  | 38  | 1 ноября 1974 года    |                                                               | Ан-2 Ми-8Т           | Аэрофлот (Сургутский ОАО) Аэрофлот (235 ОАО)                 | близ Сургута, Ханты-Мансийский АО                           | Столкновение в воздухе                                                               | [ 77 ]  |
| 74  | 38  | 7 октября 1978 года   |                                                               | Як-40                | Аэрофлот (Джамбульский ОАО)                                  | близ Свердловска                                            | Столкновение с горой из-за отказа двигателей при взлёте                              | [ 78 ]  |
| 75  | 38  | 3 января 1984 года    |                                                               | Ми-6А                | 1-й Тюменский ОАО                                            | Новоаганск                                                  | Упал после взлёта из-за перегруза                                                    | [ 79 ]  |
| 76  | 38  | 2 марта 1986 года     |                                                               | Ан-24Б               | Аэрофлот (Быковский ОАО)                                     | близ Бугульмы, Татарская АССР                               | Сваливание при посадке из-за отказа двигателя                                        | [ 80 ]  |
| 77  | 37  | 24 августа 1981 года  |                                                               | Ан-24РВ Ту-16К       | Аэрофлот (Южно-Сахалинский ОАО) ВВС СССР (303 ТБАП)          | Завитинский район Амурской области                          | Столкновение в воздухе                                                               | [ 81 ]  |
| 78  | 37  | 26 октября 1989 года  |                                                               | Ан-26                | РВСН СССР (84 ОСАП)                                          | Ааг, Камчатская область                                     | Столкновение с горой при заходе на посадку                                           | [ 82 ]  |
| 79  | 35  | 6 мая 1983 года       |                                                               | Ан-26                | РВСН СССР (84 ОСАП)                                          | Камчатская область, близ Ключей                             | Столкновение с деревьями при заходе на посадку                                       | [ 82 ]  |
| 80  | 34  | 28 января 1970 года   |                                                               | Ан-24Б               | Аэрофлот (Якутский ОАО)                                      | близ Батагая, Якутская АССР                                 | Столкновение с горой при заходе на посадку                                           | [ 83 ]  |
| 81  | 34  | 16 марта 1972 года    |                                                               | Ан-24Т               | ВМФ СССР 263 отап                                            | Светлогорск, Калининградская область                        | Столкновение с деревьями и падение на детский сад                                    | [ 84 ]  |
| 82  | 33  | 13 июля 1963 года     |                                                               | Ту-104Б              | Аэрофлот (Восточно-Сибирское ТУ ГВФ)                         | близ Иркутска                                               | Столкновение с опорами ОВИ при посадке                                               | [ 85 ]  |
| 83  | 33  | 11 ноября 1992 года   | Ан-22А российских ВВС                                         | Ан-22А               | ВВС России (8 втап)                                          | Тверская область                                            | Сваливание после взлёта из-за перегруза                                              | [ 86 ]  |
| 84  | 33  | 2 апреля 2012 года    | Разбившийся самолёт                                           | ATR-72-201           | ЮТэйр                                                        | Тюменский район                                             | Сваливание после взлёта из-за обледенения                                            | [ 87 ]  |
| 85  | 32  | 31 декабря 1961 года  |                                                               | Ил-18В               | Аэрофлот (Армянская оа ГВФ)                                  | Минераловодский район, Ставропольский край                  | Столкновение с холмом при уходе на второй круг                                       | [ 88 ]  |
| 86  | 32  | 18 сентября 1962 года |                                                               | Ил-14М               | Аэрофлот (185 ао)                                            | Белая Стрелка, близ Нижних Крестов, Якутская АССР           | Столкновение с горой                                                                 | [ 89 ]  |
| 87  | 32  | 10 ноября 1965 года   |                                                               | Ту-124В              | Аэрофлот (Ленинградский ОАО)                                 | Килпъявр, Мурманская область                                | Столкновение со льдом озёра при посадке до полосы                                    | [ 90 ]  |
| 88  | 32  | 21 ноября 1989 года   |                                                               | Ан-24Б               | Аэрофлот (Пермский ОАО)                                      | Советский, ХМАО                                             | Столкновение с деревьями при посадке                                                 | [ 91 ]  |
| 89  | 31  | 5 октября 1952 года   |                                                               | Ил-12 ТС-62          | Аэрофлот (67 АТО) Аэрофлот (Сыктывкарская АГ)                | Скворицы, Ленинградская область                             | Столкновение в воздухе                                                               | [ 92 ]  |
| 90  | 31  | 26 сентября 1960 года | Разбившийся самолёт                                           | Vickers 837 Viscount | Austrian Airlines                                            | близ Шереметьева, Московская область                        | Столкновение с деревьями при заходе на посадку                                       | [ 93 ]  |
| 91  | 31  | 7 марта 1965 года     | Ли-2 компании Аэрофлот                                        | Ли-2                 | Аэрофлот (Тувинский ОАО)                                     | Ермаковский район Красноярского края                        | Разрушение в воздухе из-за турбулентности                                            | [ 94 ]  |
| 92  | 30  | 17 ноября 1942 года   | Ли-2 в окраске времён ВОВ                                     | Ли-2                 | Аэрофлот (5-й перегоночный полк КВТ)                         | Красноярск                                                  | Сваливание при взлёте из-за перегруза                                                | [ 95 ]  |
| 93  | 30  | 8 марта 1965 года     |                                                               | Ту-124В              | Аэрофлот (1-й Куйбышевский ОАО)                              | Куйбышев                                                    | Сваливание после взлёта из-за отказа авиагоризонтов                                  | [ 96 ]  |
| 94  | 29  | 27 сентября 1954 года |                                                               | Ил-12                | Аэрофлот (Новосибирская АГ)                                  | Новосибирский район                                         | Столкновение с деревьями при уходе на второй круг                                    | [ 97 ]  |
| 95  | 29  | 2 ноября 1977 года    |                                                               | Ан-2 Ан-2ТП          | Аэрофлот (1-й Тюменский ОАО) Аэрофлот (2-й Свердловский ОАО) | Тавдинский район, Свердловская область                      | Столкновение в воздухе                                                               | [ 98 ]  |
| 96  | 28  | 24 апреля 1948 года   |                                                               | Ли-2                 | Аэрофлот (11 АТО)                                            | Витим, Бодайбинский район, Иркутская область                | Падение с эшелона из-за потери управления в условиях метели                          | [ 99 ]  |
| 97  | 28  | 19 сентября 1958 года |                                                               | Ил-12                | Аэрофлот (185 ОАО)                                           | район имени Лазо, Хабаровский край                          | Падение с эшелона из-за истощения топлива                                            | [ 100 ] |
| 98  | 28  | 18 сентября 1959 года |                                                               | Ил-14М               | Аэрофлот (107 ЛО)                                            | близ Внукова, Москва                                        | Столкновение с деревьями при заходе на посадку                                       | [ 101 ] |
| 99  | 28  | 26 сентября 1994 года | Як-40 компании Черемшанка                                     | Як-40                | Черемшанка                                                   | Чамба, близ Ванавары, Эвенкийский АО                        | Аварийная посадка из-за истощения топлива                                            | [ 102 ] |
| 100 | 28  | 16 марта 2005 года    | Ан-24РВ, схожий с разбившимся                                 | Ан-24РВ              | Региональные авиалинии                                       | близ Варандея, Ненецкий АО                                  | Сваливание при заходе на посадку                                                     | [ 103 ] |
| 101 | 28  | 6 июля 2021 года      | Разбившийся самолёт                                           | Ан-26Б-100           | Камчатское авиационное предприятие                           | близ Паланы, Камчатский край                                | Столкновение с сопкой при заходе на посадку                                          | [ 104 ] |

## Карта
Катастрофы в Москве и её окрестностях также представлены на отдельной карте.